# Новодевичьи пруды
Новодевичьи пруды — комплекс, состоящий из двух прудов, а также парк.

## Описание
Новодевичьи пруды находятся в юго-западной части Москвы в административном районе Хамовники. Пруды находятся на территории небольшого одноимённого парка, они окружены аллеей, через них проходит мостик из белого камня.
Суммарная площадь прудов составляет 3,5 га: Большой пруд площадью примерно 2,5 га и Малый пруд — около 1 га. Средняя глубина на уровне 4 м. Водоёмы образованы старицей Москвы-реки. Своё название они получили от находящегося рядом одноимённого монастыря. Также недалеко расположены Новодевичье кладбище и сквер.
В парке обустроены две цветочные клумбы, есть детская площадка, большое число троп и лавочек. В зимнее время к Большому пруду образуется ряд небольших спусков, по которым часто катаются дети на санях. Отличительной чертой парка является отсутствие внешних заграждений. Территория небольшая, пешие дорожки проходят вокруг пруда. Парк открыт круглосуточно, оборудован ночным освещением, отличается чистотой. Вход в лесопарк бесплатный.
В 2009 году планировалось провести очистку прудов от мусора и зарыбить водоёмы. Из прудов должны были откачать воду в колодец дождевой канализации, углубить дно, сделать укрепления берегов из лиственницы. На выполнение плана предлагалось выделить 292 млн рублей.